# Las Navas de la Concepción
Las Navas de la Concepción là một thành phố ở tỉnh Sevilla, Tây Ban Nha. Theo điều tra dân số của Viện thống kê quốc gia Tây Ban Nha năm 2005, đô thị này có dân số 1831 người.